# Parts per mil milions
Parts per mil milions (abreujat com ppmm) és la unitat utilitzada usualment per valorar la presència d'elements en petites quantitats (traça) en una barreja. Generalment sol referir-se a percentatges en pes en el cas de sòlids i en volum en el cas de gasos. També es pot definir com «la quantitat de matèria continguda en una part sobre un total de mil milions de parts».
Exemple:
- Suposem que tenim un cub homogeni d'un decametre d'aresta, el volum del qual és 1000 metres cúbics (m³). Si el dividim en «cubets» d'un mil·límetre de costat, obtindrem mil lilions de «cubets» d'un mílimetre cúbic (mm³). Si prenem un d'aquests «cubets», dels mil milions del total de «cubets», tindrem una part per mil milions.